# Conceição da Barra (kommun)
Conceição da Barra är en kommun i Brasilien.   Den ligger i delstaten Espírito Santo, i den sydöstra delen av landet, 900 km öster om huvudstaden Brasília. Antalet invånare är 28 477. Arean är 1 188 kvadratkilometer.
Terrängen i Conceição da Barra är platt.
Följande samhällen finns i Conceição da Barra:
- Conceição da Barra